# Thelma Payne
Thelma R. Payne (Salem, 18 luglio 1896 – Laguna Niguel, 7 settembre 1988) è stata una tuffatrice e nuotatrice statunitense.
Alle Olimpiadi di Anversa 1920 ha gareggiato come tuffatrice nel trampolino, vincendo la medaglia di bronzo.

## Palmarès
- Olimpiadi

Anversa 1920: bronzo nel trampolino